# Cuartetos de cuerda, op. 51 (Brahms)

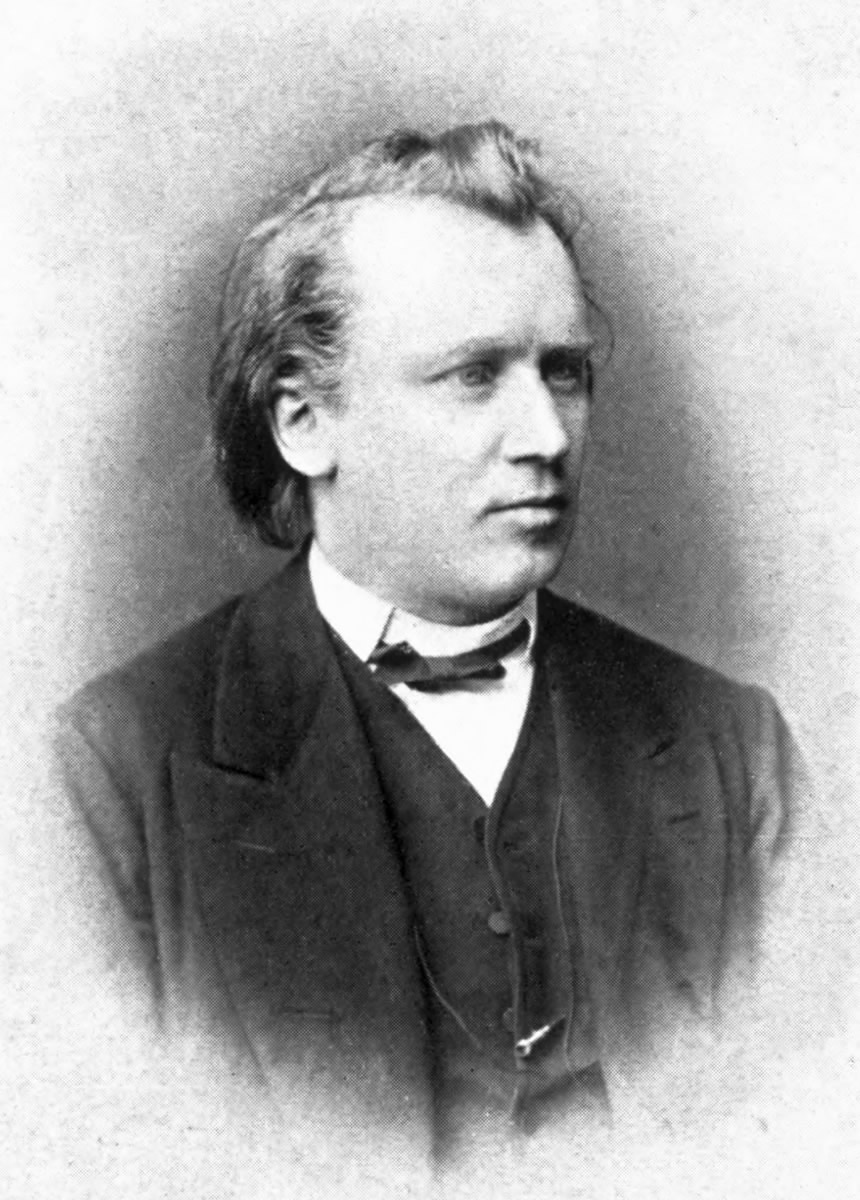
Brahms en 1872

El Cuarteto de cuerda n.° 1 en do menor y el Cuarteto de cuerda n.° 2 en la menor de Johannes Brahms se completaron en Tutzing, Baviera, durante el verano de 1873, y se publicaron juntos ese otoño como op. 51. Están dedicados a su amigo Theodor Billroth. Brahms olo publicó otro cuarteto de cuerda, el <i>n.° 3 en si bemol mayor</i>, en 1875.

## Composición
Brahms tardó en componer sus dos primeros cuartetos de cuerda. Una carta de Joseph Joachim indica que un cuarteto en do menor estaba en composición en 1865, pero puede que no haya sido el mismo que se convertiría en el Op. 51 n.º 1 en 1873. Sin embargo, cuatro años antes de la publicación, en 1869, sabemos con certeza que los dos cuartetos estaban lo suficientemente completos como para ser interpretados. Pero el compositor quedó insatisfecho. Después se produjeron nuevas interpretaciones en Múnich, probablemente en junio de 1873, y Brahms fue al sur de la ciudad a la pequeña ciudad de Tutzing, junto al lago, para darse un respiro de verano. Allí, con el Würmsee (como se llamaba entonces el lago Starnberg) y los Prealpes bávaros como telón de fondo, dio los toques finales a los dos cuartetos.
Brahms tenía 40 años en el momento de la publicación y consideraba el cuarteto de cuerda como un género particularmente importante. Según los informes, destruyó unos veinte cuartetos de cuerda antes de permitir que los dos Op. 51 se publicaran. Al explicar su progreso a un editor en 1869, Brahms escribió que igual que Mozart se había tomado "cuidados especiales" con los seis "hermosos" Cuartetos dedicados a Haydn, tenía la intención de hacer todo lo posible para producir uno o dos aceptablemente decentes. Según su amigo Max Kalbeck, Brahms insistió en escuchar una interpretación secreta de los cuartetos Op. 51 antes de que fueran publicados, después de la cual los revisó sustancialmente.

## Influencias
Durante la vida de Brahms, el cuarteto de cuerdas, como la sinfonía, era un género dominado por las composiciones de Ludwig van Beethoven. Brahms había comentado sobre Beethoven en 1872, un año antes de componer sus primeros cuartetos: "¡No puedes tener idea de lo que es escuchar siempre a un gigante marchando detrás de ti!" Al elegir escribir tanto su primer cuarteto de cuerdas como su sinfonía en la tonalidad de do menor, la tonalidad en la que Beethoven compuso algunas de sus obras más grandes y características, Brahms puede haber estado tratando de rendir tributo y liberarse de la abrumadora influencia de Beethoven.
La influencia de Franz Schubert también es muy fuerte en estas obras, particularmente en el Cuarteto en do menor. Estructural y temáticamente, el primer movimiento del Cuarteto en do menor tiene un gran parecido con el Quartettsatz, D. 703 de Schubert, también en do menor.

## Estructura
El "escueto" y "trágico"  Cuarteto de Cuerda No. 1 en do menor es notable por su unidad orgánica y por los movimientos exteriores armónicamente sofisticados, "inclinados orquestalmente" que enmarcan sus movimientos internos más íntimos.
El cuarteto consta de cuatro movimientos:
- Allegro (C minor, ends in C major)
- Romanze: Poco adagio (A♭ major)
- Allegretto molto moderato e comodo (F minor, ends in F major)
- Allegro (C minor)

El Cuarteto de Cuerda No. 2 en la menor, también muy unificado temáticamente, es comparativamente lírico, aunque culmina en un final dramático cuya tensión "deriva... de un conflicto métrico entre el tema y el acompañamiento". Al igual que el Cuarteto para piano n.° 1 y el Concierto para violín de Brahms, el cuarteto en la menor tiene un movimiento final inspirado en una danza folclórica húngara, en este caso una zarda.
El cuarteto consta de cuatro movimientos:
- Allegro non troppo (A minor)
- Andante moderato (A major)
- Quasi Minuetto, moderato (A minor)
- Finale. Allegro non assai (A minor)

Con todos los movimientos en la menor o la mayor, el Cuarteto de Cuerda No. 2 es por lo tanto homotonal. Cada uno de los dos cuartetos dura alrededor de media hora de actuación.

## Recepción de la crítica
Los cuartetos de cuerda, Op.51 fueron recibidos "con respeto aunque sin gran entusiasmo" en sus respectivos estrenos en octubre y diciembre de 1873. Si bien los cuartetos han disfrutado de menos popularidad que otras obras de música de cámara de Brahms, ayudaron a revitalizar "la grande pero moribunda tradición" del cuarteto de cuerda que se había estancado después de Beethoven y Schubert, y ayudaron a inspirar a los cuartetos de Arnold Schoenberg, Béla Bartók y otros compositores del siglo XX. En su famoso ensayo "Brahms the Progressive", Schoenberg elogió a los cuartetos por su avanzada armonía y por la perfección sin precedentes con la que Brahms deriva cada movimiento de un motivo mínimo.
Muchos conjuntos han grabado los cuartetos, Op. 51, incluidos el Cuarteto Amadeus, el Cuarteto Italiano, el Cuarteto Alban Berg, el Cuarteto de Cleveland, el Cuarteto de cuerda de Tokio, el Cuarteto Emerson, el Cuarteto de cuerdas Chiara y el Cuarteto Takács.